# Regal Motor Car Company

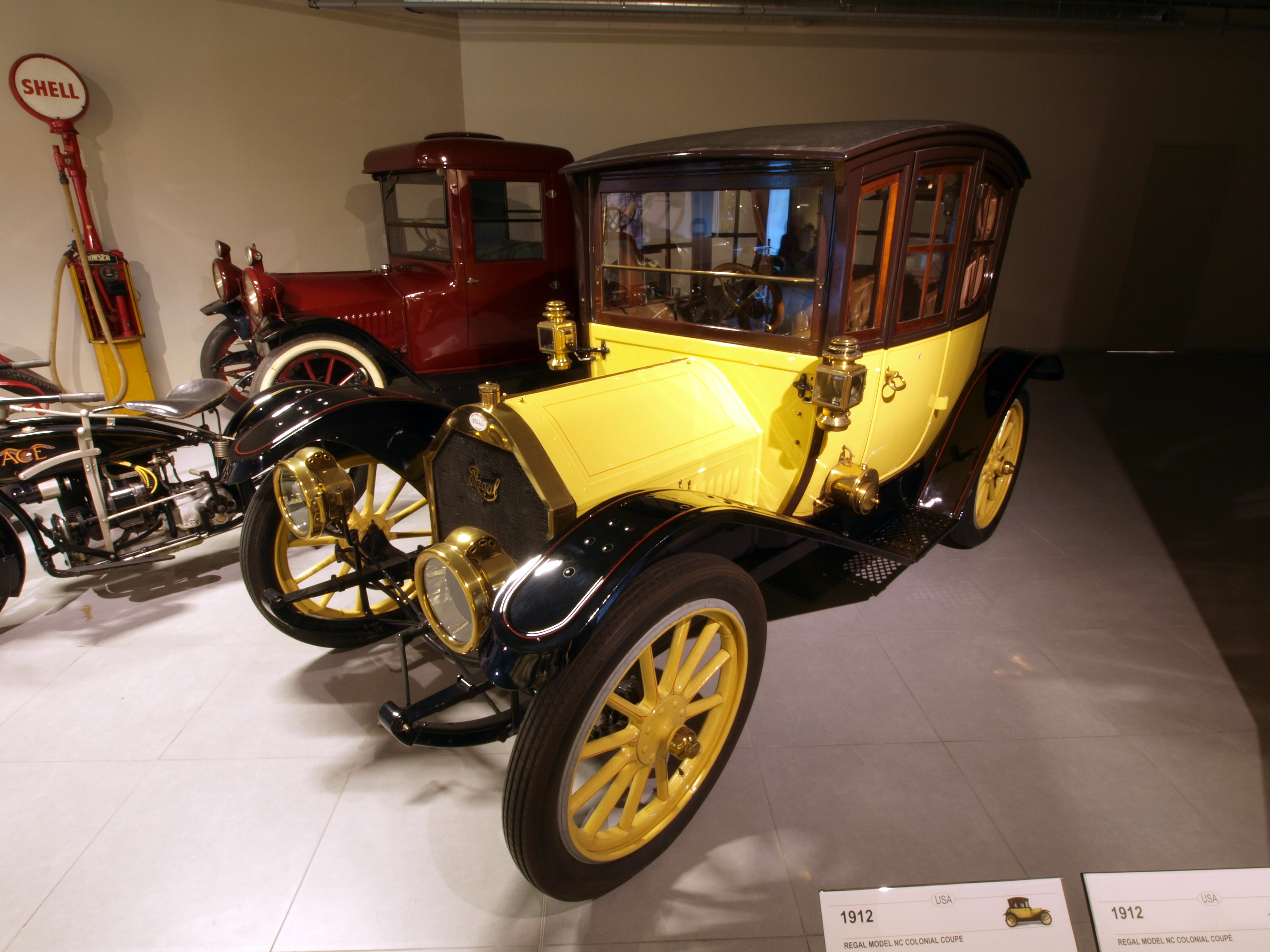
Regal Twenty-Five Model NC von 1912 im Louwman Museum

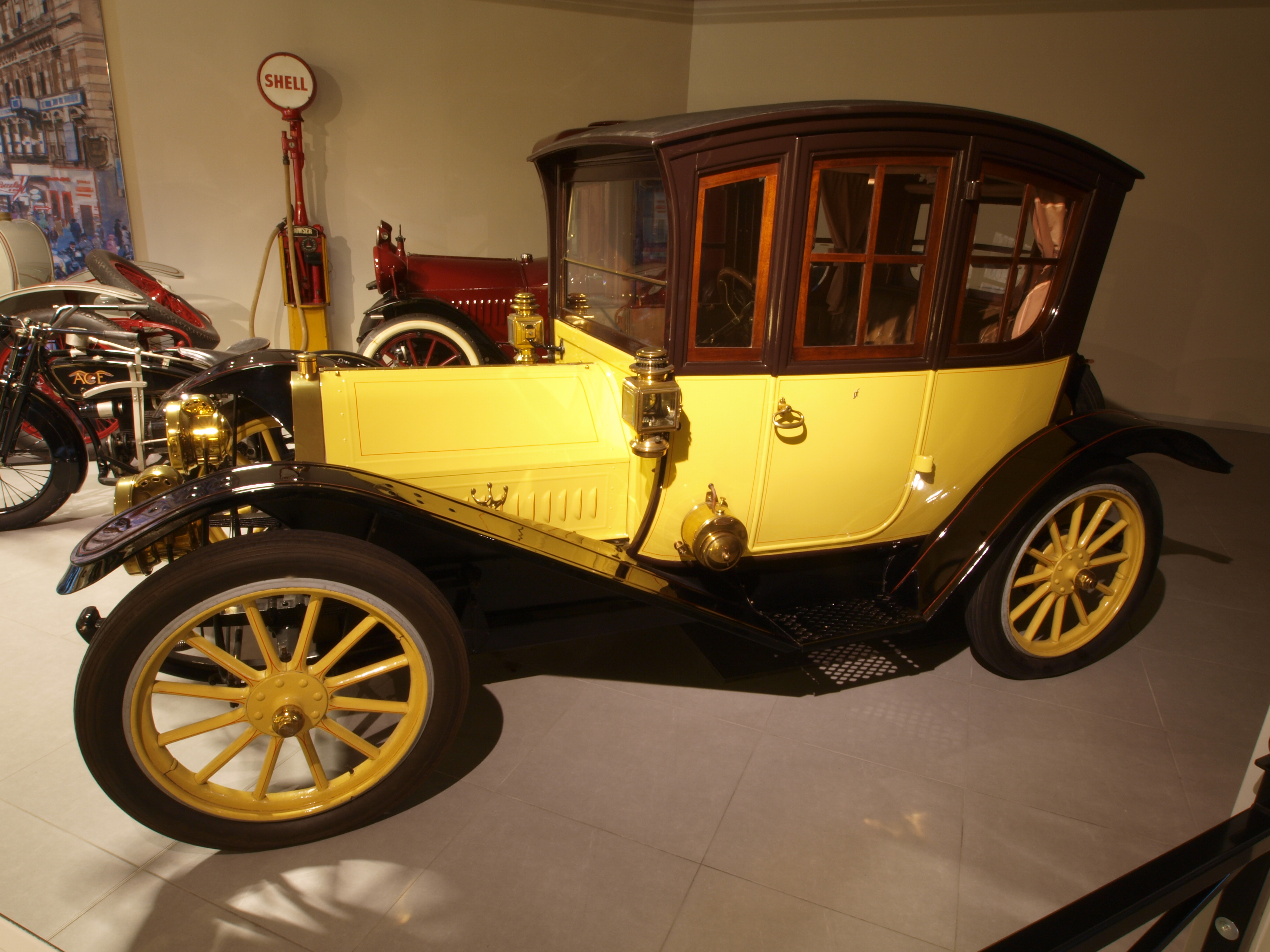
Seitenansicht

Regal Motor Car Company war ein US-amerikanischer Hersteller von Automobilen.

## Unternehmensgeschichte
Die Brüder Bert, Charles R. und J. E. Lambert sowie der Ingenieur Fred W. Haines gründeten 1907 das Unternehmen. Der Sitz war in Detroit in Michigan. Sie warben Paul Arthur als Konstrukteur an. 1908 begann die Produktion von Automobilen. Der Markenname lautete Regal. Viele Fahrzeuge wurden exportiert. Die Geschäfte liefen zunächst gut. Pro Jahr wurden über 1000 Fahrzeuge hergestellt und verkauft.
Materialknappheit aufgrund des Ersten Weltkriegs führte zu finanziellen Problemen. Im Februar 1918 begann die Insolvenz. Im Sommer 1918 übernahm Maurice Rothschild die Reste des Unternehmens und kümmerte sich um Ersatzteile.

## Fahrzeuge
Die Fahrzeuge bis 1914 hatten einen selbst hergestellten Vierzylindermotor. Ab 1915 wurden zwei Motorentypen zugekauft. Sie stammten von der Port Huron Construction Company und waren von S. G. Jenks entwickelt worden. Es waren ein kleinerer Vierzylindermotor und ein V8-Motor.
1908 gab es nur den Twenty-Five. Der Motor leistete 25 PS. Das Fahrgestell hatte 254 cm Radstand. Zur Wahl standen ein fünfsitziger Tourenwagen und ein dreisitziger Runabout.
1909 folgte der Thirty mit 30 PS Motorleistung. Der Radstand betrug 267 cm. Ein Baby Tonneau mit vier Sitzen ergänzte das Karosserieangebot.
1910 wurde beim Thirty der Radstand auf 272 cm verlängert. Der Baby Tonneau entfiel. Stattdessen waren ein dreisitziges Coupé und eine siebensitzige Limousine lieferbar. Neu war der Forty. Sein Motor leistete 40 PS. Der Radstand maß 312 cm. Der offene Tourenwagen bot Platz für fünf Personen.
1911 ergänzte der Twenty als Model N das Sortiment nach unten. 20 PS Motorleistung, 254 cm Radstand und ein Aufbau als Runabout waren seine Daten. Beim Thirty wurde der Radstand auf 279 cm verlängert. Model L war als fünfsitziger Tourenwagen karosseriert und Model LF als fünfsitziger Tourenwagen mit vorderen Türen. Der Forty bot als Tourenwagen nun sieben Personen Platz. Im Falle des Model Sohne und im Falle des Model SF mit vorderen Türen.
1912 war der Twenty-Five das Einstiegsmodell. Der Motor leistete 25 PS. Der Radstand betrug 254 cm. Model N war ein Runabout und Model NC ein Colonial Coupé. Beim Thirty wurde nur das Model LO mit der Karosserieform Torpedo ergänzt. Darüber rangierte der Thirty-Five. Er hatte einen Motor mit 35 PS Leistung und ein Fahrgestell mit 300 cm Radstand. Genannt ist nur das Model H als Tourenwagen. Beim Forty ist die einzige bekannte Änderung, dass die Anzahl der Sitze nicht mehr angegeben war.
1913 erhielt der Twenty-Five einen längeren Radstand von 274 cm. Model N war nun ein zweisitziger Roadster, Model NC ein dreisitziges Coupé und Model T ein viersitziger Tourenwagen. Der Thirty hatte nun 295 cm Radstand und war nur noch als Model C als fünfsitziger Tourenwagen erhältlich. Der Thirty-Five war nun fünfsitzig.
1914 war die einzige Änderung beim Twenty-Five der fünfte Sitz des Tourenwagens. Der Thirty entfiel. Der Thirty-Five hatte nun 295 cm Radstand. Der fünfsitzige Tourenwagen wurde Model C genannt.
1915 kamen die neuen Motoren. Gleichzeitig wurden die Bezeichnungen geändert. Der Light Four hatte einen Vierzylindermotor mit 20 PS Leistung, 269 cm Radstand und Aufbauten als zweisitziger Roadster und fünfsitziger Tourenwagen. Der Four hatte einen 39-PS-Motor und einen Radstand von 279 cm. Überliefert sind Model D als fünfsitziger Tourenwagen und Model R als zweisitziger Roadster. Der Eight hatte einen Achtzylindermotor, der mit 40 PS angegeben war. Der Radstand maß 284 cm. Zur Wahl standen ein zweisitziger Roadster und ein fünfsitziger Tourenwagen.
1916 war das Model D das mittlere Modell. 39 PS Motorleistung und 292 cm Radstand waren seine Daten. Darunter rangierte das Model E mit einem 27-PS-Motor und 269 cm Radstand. Spitzenmodell war das Model F. Sein Achtzylindermotor war nun mit 44 PS angegeben. Der Radstand betrug 318 cm. Alle waren als Tourenwagen mit fünf Sitzen und Roadster mit zwei Sitzen verfügbar.
1917 war beim Achtzylindermodell Model F der Motor nur noch mit 29 PS angegeben. Der Radstand blieb unverändert. Eine  fünfsitzige Touren-Limousine ergänzte das Karosserieangebot. Das Model J hatte einen Vierzylindermotor mit 20 PS Leistung, einen Radstand von 274 cm und einen Aufbau als fünfsitzigen Tourenwagen.
1918 beschränkte sich das Angebot auf das Model J, das nun den Zusatz High Power Four erhielt. Gegenüber dem Vorjahr sind keine Änderungen bekannt.

## Modellübersicht
| Jahr | Modell      | Ausführung      | Zylinder | Leistung (PS) | Radstand (cm) | Aufbau                                                                      |
| ---- | ----------- | --------------- | -------- | ------------- | ------------- | --------------------------------------------------------------------------- |
| 1908 | Twenty-Five |                 | 4        | 25            | 254           | Tourenwagen 5-sitzig, Runabout 3-sitzig                                     |
| 1909 | Thirty      |                 | 4        | 30            | 267           | Tourenwagen 5-sitzig, Runabout 3-sitzig, Baby Tonneau 4-sitzig              |
| 1910 | Thirty      |                 | 4        | 30            | 272           | Tourenwagen 5-sitzig, Runabout 3-sitzig, Coupé 3-sitzig, Limousine 7-sitzig |
| 1910 | Forty       |                 | 4        | 40            | 312           | Tourenwagen 5-sitzig                                                        |
| 1911 | Twenty      | Model N         | 4        | 20            | 254           | Runabout                                                                    |
| 1911 | Thirty      | Model L         | 4        | 30            | 279           | Tourenwagen 5-sitzig                                                        |
| 1911 | Thirty      | Model LF        | 4        | 30            | 279           | Fore-Door Tourenwagen 5-sitzig                                              |
| 1911 | Forty       | Model S         | 4        | 40            | 312           | Tourenwagen 7-sitzig                                                        |
| 1911 | Forty       | Model SF        | 4        | 40            | 312           | Fore-Door Tourenwagen 7-sitzig                                              |
| 1912 | Twenty-Five | Model N         | 4        | 25            | 254           | Runabout                                                                    |
| 1912 | Twenty-Five | Model NC        | 4        | 25            | 254           | Colonial Coupé                                                              |
| 1912 | Thirty      | Model L         | 4        | 30            | 279           | Tourenwagen                                                                 |
| 1912 | Thirty      | Model LF        | 4        | 30            | 279           | Fore-Door Tourenwagen                                                       |
| 1912 | Thirty      | Model LO        | 4        | 30            | 279           | Torpedo                                                                     |
| 1912 | Thirty-Five | Model H         | 4        | 35            | 300           | Tourenwagen                                                                 |
| 1912 | Forty       | Model S         | 4        | 40            | 312           | Tourenwagen                                                                 |
| 1912 | Forty       | Model SF        | 4        | 40            | 312           | Fore-Door Tourenwagen                                                       |
| 1913 | Twenty-Five | Model N         | 4        | 25            | 274           | Roadster 2-sitzig                                                           |
| 1913 | Twenty-Five | Model NC        | 4        | 25            | 274           | Coupé 3-sitzig                                                              |
| 1913 | Twenty-Five | Model T         | 4        | 25            | 274           | Tourenwagen 4-sitzig                                                        |
| 1913 | Thirty      | Model C         | 4        | 30            | 295           | Tourenwagen 5-sitzig                                                        |
| 1913 | Thirty-Five | Model H         | 4        | 35            | 300           | Tourenwagen 5-sitzig                                                        |
| 1914 | Twenty-Five | Model N         | 4        | 25            | 274           | Roadster 2-sitzig                                                           |
| 1914 | Twenty-Five | Model NC        | 4        | 25            | 274           | Coupé 3-sitzig                                                              |
| 1914 | Twenty-Five | Model T         | 4        | 25            | 274           | Tourenwagen 4-sitzig                                                        |
| 1914 | Thirty-Five | Model C         | 4        | 35            | 295           | Tourenwagen 5-sitzig                                                        |
| 1915 | Light Four  |                 | 4        | 20            | 269           | Roadster 2-sitzig, Tourenwagen 5-sitzig                                     |
| 1915 | Four        | Model D         | 4        | 39            | 279           | Tourenwagen 5-sitzig                                                        |
| 1915 | Four        | Model R         | 4        | 39            | 279           | Roadster 2-sitzig                                                           |
| 1915 | Eight       |                 | 8        | 40            | 284           | Roadster 2-sitzig, Tourenwagen 5-sitzig                                     |
| 1916 | Model D     |                 | 4        | 39            | 292           | Roadster 2-sitzig, Tourenwagen 5-sitzig                                     |
| 1916 | Model E     |                 | 4        | 27            | 269           | Tourenwagen 5-sitzig, Roadster 2-sitzig                                     |
| 1916 | Model F     |                 | 8        | 44            | 318           | Tourenwagen 5-sitzig, Roadster 2-sitzig                                     |
| 1917 | Model F     |                 | 8        | 29            | 318           | Tourenwagen 5-sitzig, Roadster 2-sitzig, Touren-Limousine 5-sitzig          |
| 1917 | Model J     |                 | 4        | 20            | 274           | Tourenwagen 5-sitzig                                                        |
| 1918 | Model J     | High Power Four | 4        | 20            | 274           | Tourenwagen 5-sitzig                                                        |

## Produktionszahlen
| Jahr  | Produktionszahl |
| ----- | --------------- |
| 1908  | 425             |
| 1909  | 2.134           |
| 1910  | 3.587           |
| 1911  | 4.526           |
| 1912  | 5.822           |
| 1913  | 7.627           |
| 1914  | 8.136           |
| 1915  | 8.227           |
| 1916  | 7.114           |
| 1917  | 4.123           |
| 1918  | 823             |
| Summe | 52.544          |

Quelle: